# Школа им. К. Н. Новикова
Школа имени К. Н. Новикова — учебное заведение в городе Качканаре Свердловской области России. Официальное наименование — Муниципальное общеобразовательное учреждение «Средняя общеобразовательная школа им. К. Н. Новикова». Предыдущее название — средняя школа № 4.
Школа расположена в 7-м микрорайоне Качканара, в непосредственной близости от автовокзала и здания администрации Качканарского муниципального округа. В 2006, 2007, 2008 годах школа трижды становилась одним из победителей Приоритетного национального проекта «Образование» в конкурсе общеобразовательных учреждений, внедряющих инновационные образовательные программы. Является участником проекта «Уральская инженерная школа».

## История
Вид с высоты
В июле 1965 года было начато строительство школы. Рабочий проект здания школы, рассчитанной на 960 учащихся, выполнил институт «Уралгипроруда», заказчиком строительства школы выступил Свердловский исполком, генподрядчиком — трест «Качканаррудстрой». Здание школы возводила бригада СУ-7 под руководством Заслуженного строителя РСФСР М. И. Телисова. 30 ноября 1966 года государственная комиссия подписала акт о приёмке школы. Первым днём занятий в школе № 4 стало 11 января 1967 года. До этого дня администрация, педколлектив и учащиеся с начала учебного года трудились в стенах школы № 3. Первым директором школы стал Иван Васильевич Звягин. Он организовал Совет школы, который объединял в себе несколько штабов. Каждый штаб включал в себя по 1—2 учащихся из каждого класса.
- Штаб порядка назначал дежурных по школе, составлял график дежурства, следил за уборкой классных комнат.
- Трудовой штаб выполнял функции общественно-полезного труда: сбора макулатуры и металлолома, уборка территории, ремонт мебели.
- Штаб работы в микрорайоне оказывал помощь престарелым, занимался поисками ветеранов Великой Отечественной войны.
- Штаб учёбы занимался вопросами учёбы, проводил предметные конференции, олимпиады, смотры знаний. В классах организовывались консультации и помощь слабо успевающим учащимся.
- Штаб физкультуры занимался организацией и проведением спортивных соревнований.
- На следующий год после открытия школы проявился штаб радио, который организовывал и проводил ежедневные радиопередачи[10].

Во всех штабах консультантами были учителя. Был создан актив учащихся школы, который позволил управлять коллективом школы. В первые месяцы работы школы появилась общешкольная газета «Орбита».
С июня 1968 года по 1977 год директором школы был Константин Никитич Новиков, ветеран Великой Отечественной войны, Заслуженный учитель школы РСФСР. С его приходом в школе начался уклон в сторону психологического воспитания. Он призывал всех учителей оттачивать своё мастерство: методично проводить уроки, с уважением относиться к ученику.
В 1995 году по ходатайству коллектива школе присвоено имя К. Н. Новикова. 26 декабря 2016 года на стене здания школы в честь 100-летия со дня рождения К. Н. Новикова установлена мемориальная доска (на иллюстрации).
Ежегодно в школе проводятся ставшие традицией Дни мужества, посвящённые воспоминаниям о подвигах руководителей, учителей и выпускников школы. В 2016 году День мужества был посвящён 120-летию великого полководца Г. К. Жукова.
27 января 2017 года школа отметила 50-летний юбилей. Поздравления прозвучали от депутата Законодательного собрания Свердловской области Сергея Никонова, заместителя главы Качканарского городского округа Василий Румянцев, депутатов городской думы Ивана Канисева и Елены Утягуловой.

## Директора школы
| № | ФИО                                  | Годы работы в должности директора |
| - | ------------------------------------ | --------------------------------- |
| 1 | Звягин Иван Васильевич               | 1967—1968                         |
| 2 | Новиков Константин Никитич           | 1968—1977                         |
| 3 | Семёнов Иван Ильич                   | 1977—1978                         |
| 4 | Маширин Александр Алексеевич         | 1979—1984                         |
| 5 | Никулина Валентина Дмитриевна        | 1985—1997                         |
| 6 | Белобородова Валентина Александровна | 1998—2012                         |
| 7 | Жеребцова Ирина Павловна             | 2013 — 2023                       |
| 8 | Потапова Татьяна Сергеевна (и. о.)   | 2023 — н. в.                      |

С 2013 года директора школы выбирают на конкурсной основе.

## Известные учителя школы
- Сабанина Римма Михайловна работала учителем математики с 1967 по 2008 год[21][22]. Награждена знаком «Отличник народного просвещения» (1986 год), Заслуженный учитель Российской Федерации (1996 год)[23][24][25], Почётный гражданин города Качканара (2002 год)[26].
- Титовец Михаил Иванович, выпускник школы, работал учителем истории. В настоящее время — директор Качканарского городского архива, член Союза краеведов России, автор множества монографий по истории Качканара, посёлка Ис, посёлка Валериановск и др.[27]
- Серова Лариса Александровна — учитель информатики и информационно-коммуникационных технологий. Победитель конкурса лучших учителей образовательных учреждений, реализующих общеобразовательные программы начального общего, основного общего и среднего (полного) общего образования[28].
- Максимова Ирина Аркадьевна, заместитель директора по социально-правовым вопросам, Пономарёва Елена Вячеславовна, учитель физики — победители конкурса ЕВРАЗа «Современные инструменты профориентации» в Свердловской области[29].

## Музей
На базе школы с 2004 года работает историко-краеведческий музей. В нём выставлены экспозиции по истории школы, выдающихся руководителях, педагогах и выпускниках. Отдельная экспозиция посвящена К. Н. Новикову. В 2015 году музей победил в конкурсе школьных музеев, посвящённом 70-летию Победы.
- Экспозиции школьного музея

## Спортивная жизнь
В школе функционируют секции по баскетболу, мини-футболу, волейболу. Ученики школы в составе команды «Олимп» победили на Чемпионате России по мини-футболу в 2014 году. В 2016 и 2018 гг. команда школы по мини-футболу завоёвывала 2-е место в категории Юноши 2000—2001 г. р. в общероссийских соревнованиях «Мини-футбол — в школу». По итогам турнира 2018 года ученик школы им. К. Н. Новикова Александр Воронцов признан лучшим бомбардиром.
На базе школы проводятся городские соревнования по баскетболу.